# Manuella Ollo
Pour les articles homonymes, voir Ollo.
Manuella Ollo, née le 16 août 1985 à Treichville en Côte d'Ivoire, est une cheffe d'entreprise ivoirienne.
Femme d’affaires influente, elle exerce dans plusieurs domaines : le marketing, la communication, la production audiovisuelle et la certification.

## Biographie

### Famille et formation
Armelle Manuella Ollo Yhoax naît le 16 août 1985 à Treichville, commune de la ville d'Abidjan en Côte d'Ivoire.
Après avoir obtenu en 2008 un Bachelor Marketing et communication à l'ISEG Paris, elle est titulaire en 2011 d'un master 2 Marketing, communication, stratégies commerciales option Management des marques et psychologie du consommateur à l'INSEEC PARIS, puis en 2020 du Sustainable Business Strategy à la Harvard Business School (Cambridge aux États-Unis.

### Présentation
Manuella Ollo s’affirme dans le paysage économique africain en initiant le « label de qualité des consommateurs africains » qui est un programme de labellisation basé sur la qualité des produits et services le retour consommateur,.
Elle a également des aptitudes au niveau du développement des entreprises, des institutions publiques et privées d’Afrique Occidentale. Ce qui lui confère d’ailleurs une importante expérience professionnelle.
Après des thèses et des recherches sur la neuro-intelligence, elle participe à plusieurs missions de conseils et d’études en Afrique de l’Ouest et en Europe dans les domaines de l’agro-industrie, des cosmétiques, du tourisme, des textiles, de la finance et des nouvelles technologies de l’information.  
Elle s’implique dans l’amélioration des stratégies économiques de plusieurs entreprises en Afrique en démontre sa maîtrise des marchés, des enjeux et des problématiques économiques.
En 2018, elle fait partie des 35 jeunes entrepreneurs africains qui font bouger la francophonie,.

### Principales responsabilités
En 2013, Manuella Ollo est nommée membre du conseil d’administration de Fedel Invest, et conseiller du commerce extérieur en 2014 par le ministère du Commerce de Côte d’Ivoire. Depis 2014, elle est directrice générale du « label des consommateurs africains »,.
Depuis 2015, elle est PDG du groupe Yhoax Group S.A établi en Côte d’Ivoire, au Burkina Faso et au Sénégal.
En 2016, elle est nommée membre du Give One Project « Leadership Africain », en partenariat avec l’UNESCO-Maison-Blanche) et élue femme entrepreneure de l’année.
En 2018, Manuella Ollo est élue présidente du Conseil national de la consommation (CNCO),.

### Engagement Citoyen
Manuella Ollo est la fondatrice de la Fondation Manuella Ollo pour la jeunesse et l'entrepreneuriat créé en 2018.